# Nowe Kościeliska
Nowe Kościeliska (prononciation : [ˈnɔvɛ kɔɕt͡ɕɛˈliska]) est un village polonais de la gmina d'Osieck dans le powiat d'Otwock de la voïvodie de Mazovie dans le centre-est de la Pologne.

## Histoire
De 1975 à 1998, le village appartenait administrativement à la voïvodie de Siedlce.